# Paweł Jaroszek
 (février 2018).
Paweł Jaroszek, né le 7 janvier 1972 à Pionki, est un patineur de vitesse polonais.

## Palmarès

### Jeux olympiques d'hiver
| Épreuve / Édition   | 500 mètres | 1 000 mètres | 1 500 mètres | 5 000 mètres | 10 000 mètres | Mass start                       | Poursuite par équipes            |
| JO 1992 Albertville | —          | 32e          | 16e          | —            | —             | Épreuve inexistante à cette date | Épreuve inexistante à cette date |
| JO 1994 Lillehammer | —          | —            | 11e          | —            | —             | Épreuve inexistante à cette date | Épreuve inexistante à cette date |

Légende :
- : première place, médaille d'or
- : deuxième place, médaille d'argent
- : troisième place, médaille de bronze
- : pas d'épreuve
- — : Non disputée par le patineur
- DSQ : disqualifiée